# アール・ゾイ

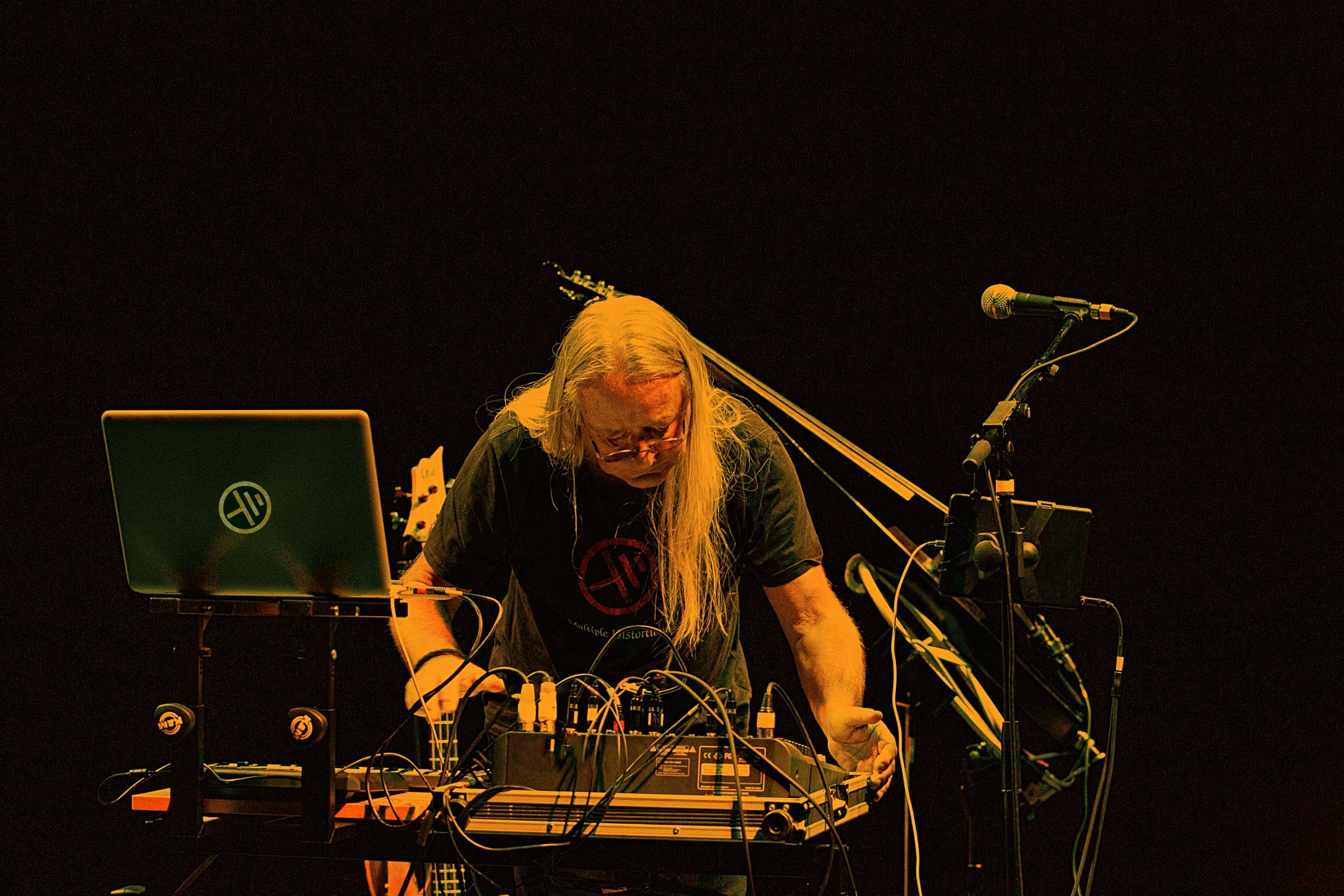
ティエリー・ザボイツェフ（2019年）

アール・ゾイ（Art Zoyd）は、1969年に結成されたフランスのバンド。フリー・ジャズ、プログレッシブ・ロック、前衛的なエレクトロニカをミックスしている。
ジェラール・ウルベットは、2018年5月に亡くなるまでバンドのディレクター兼作曲家を務めた。バンドのもう一人の主要メンバーは、1997年にバンドを脱退したティエリー・ザボイツェフであった。彼らはどちらも1971年からバンドに参加し、1975年に完全な再結成を果たした。

## ディスコグラフィ
- 『都市が燃える日の為の交響曲(オリジナル・ヴァージョン)』 - Symphonie pour le jour où brûleront les cités (1976年) ※初出は「Art Zoyd 3」名義
- 『オデッセイの為の音楽』 - Musique pour l'Odyssée (1979年) ※旧邦題『オデッセイ』
- 『未来なき世代』 - Génération sans futur (1980年) ※旧邦題『終末の世代』
- 『都市が燃える日の為の交響曲(リレコーディド・ヴァージョン)』 - Symphonie pour le jour où brûleront les cités (1981年) ※旧邦題『都市が焼け落ちる日のシンフォニー』
- 『ファブ・カトル(第四局面)』 - Phase IV (1982年) ※旧邦題『フェイズIV』
- 『心配な空間』 - Les espaces inquiets (1983年) ※旧邦題『不吉な空間』
- 『天国と地獄の結婚』 - Le mariage du ciel et de l'enfer (1985年) ※ローラン・プティのバレエのための音楽
- 『ベルリン』 - Berlin (1987年)
- 『吸血鬼ノスフェラトゥ』 - Nosferatu (1990年) ※F・W・ムルナウの映画『吸血鬼ノスフェラトゥ』のための音楽
- Marathonnerre I (1992年)
- Marathonnerre II (1992年)
- 『ファウスト』 - Faust (1996年) ※F・W・ムルナウの映画『ファウスト』のための音楽
- Häxan (1997年)
- 『ユービック』 - u.B.I.Q.U.e. (2001年) ※フィリップ・K・ディックの小説『ユービック（Ubik）』をベースとしている[4]
- Expériences de Vol (2002年)
- Metropolis (2002年) ※フリッツ・ラングの映画『メトロポリス』のための音楽
- 『涙の荒野』 - le champ des larmes (2006年)
- AZO-Hourbette-Toeplitz-Branca (2007年)
- La chute de la Maison usher (2008年)
- 『アイキャッチャー:カメラを持った男』 - Eyecatcher - Man With A Movie Camera (2011年)
- Armageddon - Opérette Pour Robots (2012年)
- 44½: Live and Unreleased Works (2017年) ※ボックス・セット (CD12枚、DVD2枚、ブックレット2冊、ポスター2枚)
- Phase V (2018年)
- Art Zoyd Live - Et Avec Votre Esprit - La Forêt De Samplers (2021年)